# 殷 (五代)
殷（いん、中国語: 殷; 拼音: Yīn、943年 - 945年）は、907年に唐が滅亡してから960年に北宋が建国されるまでの五代十国時代に存在した短命王朝である。

## 閩からの離反
閩は唐の滅亡後の909年に建てられたが、初代王の王審知が925年に亡くなると、息子たちが互いに争い、943年に息子の一人である王延政が閩から離反して北西部に殷を建てた。

## 領土の範囲
殷はやや小さく、現代の福建省北部と浙江省南部を占めていた。北は呉越、南と東は閩、西は南唐と隣接していた。

## 独立国としての殷の滅亡
944年、王延政の兄弟で対立していた王延羲が暗殺され、朱文進が閩の君主を名乗るが945年に暗殺され、軍勢が王延政に忠誠を誓い、福州に帰還するように要請した。王延政は閩の君主を名乗り、独立国としての殷が滅亡するが、福州には帰還しなかった。その後も建州を本拠としたが、その年のうちに南唐に包囲され、降伏した。

## 君主
| 廟号 | 諡号       | 名     | 在位          | 元号               |
| ---- | ---------- | ------ | ------------- | ------------------ |
| -    | （天徳帝） | 王延政 | 943年 - 945年 | 天徳 943年 - 945年 |